# The Last Supper: Live at Hammerstein Ballroom
The Last Supper: Live at Hammerstein Ballroom, é um DVD com o show da banda Coheed and Cambria. Foi lançado no dia 31 de Outubro de 2006, as cenas do DVD foram filmadas, na histórica performance do Coheed no Hammerstein Ballroom, no dia 20 de maio de 2006. O DVD contempla extras da banda, entrevistas com fans, pré-shows, a preparação da banda para subir ao palco. A midia contem os videos de "Welcome Home", "The Suffuring", "Ten Speed (Of God's Blood and Burial)" e  uma versão estendida de "The Willing Well IV: The Final Cut".

## Faixas
1. "In Keeping Secrets of Silent Earth: 3"
2. "Ten Speed (Of God's Blood and Burial)"
3. "Blood Red Summer"
4. "The Crowing"
5. "Wake Up"
6. "Delirium Trigger"
7. "A Favor House Atlantic"
8. "The Suffering"
9. "Everything Evil"
10. "Welcome Home"
11. "The Willing Well IV: The Final Cut"